# 幻惑されて
「幻惑されて」（げんわくされて、Dazed and Confused）は、イギリスのロックバンド、レッド・ツェッペリンの楽曲。1969年発表の1枚目のアルバム『レッド・ツェッペリン I』収録。作詞・作曲、プロデュースはジミー・ペイジ。この曲はアメリカのフォークシンガー、ジェイク・ホルムズの同名の作品を踏まえており、2010年にはホルムズ側が著作権侵害で提訴したが、2012年に法廷外和解が成立して訴えが棄却され、現在もツェッペリンのオリジナル曲として扱われている。

## 解説
怪しげなムードが漂うサイケデリックなハードロック・ナンバー。ペイジが当初構想していた静と動、光と影を対比させたドラマチックな曲展開を持ち、初期のツェッペリンの様式を確立させた、バンドの代表曲の一つでもある。
曲は、ジョン・ポール・ジョーンズのベースによる下降フレーズに先導される形で始まり、ゆったりとした12ビート（12/8）のブルーススタイルのリズムが続く。ロバート・プラントが3つのヴァースを歌い終えた後、ペイジのボウイング・プレイによるサイケデリックなサウンドが展開される。その後、突如ハイテンポな8ビートに変わりペイジのギターソロに移る。このソロでは、ヤードバーズの「シンク・アバウト・イット」（1968年発表のシングル「Goodnight Sweet Josephine」のB面曲）からフレーズを一部流用している。その後再び12ビートに戻り、最後に1ヴァースが繰り返され曲が終る。
この曲は厳密にはペイジのオリジナル作品ではなく。アメリカ出身のフォーク歌手、ジェイク・ホルムズの「Dazed and Confused」を元に作られている。ペイジがヤードバーズに在籍していた1967年8月25日、ニューヨークのライブで前座として登場したホルムズがこの曲を披露し、これを気に入ったペイジがその後この曲を改作、歌詞も独自に書き替え、「I'm Confused」としてヤードバーズのライブで披露していた。1971年にリリースされ、すぐさま回収されたライブアルバム『Live Yardbirds! Featuring Jimmy Page』にも収録されている。ツェッペリン結成にあたりペイジはさらに曲を練り直し、1968年10月、オリンピック・スタジオで録音、『 I 』に収録した。
この曲の大きな特徴であるバイオリンの弓でギターを弾くというアイディアも、元々はペイジのオリジナルではない。1960年代に活動したイギリスのバンド、クリエイションのギタリスト、エディ・フィリップスが行っていたものだった。だがペイジはフィリップスではなく、ツェッペリン結成前に数々のレコーディングセッションを行う中で、知り合いのミュージシャンから教えられたものであると打ち明けている。ペイジはこれにワウペダルとディレイを絡ませる事で、独特の効果を生み出す事に成功している。ペイジは「ギターでちょっと違う音を出したかったのさ」と語っている。
ペイジがボウイング・プレイを試したのはこの曲が初めてではなく、ヤードバーズのアルバム『リトル・ゲームズ』（1967年）でも行っている。その後ボウイング・プレイはペイジのトレードマークの一つとなったが、ペイジのボウイング・プレイが含まれたツェッペリンのスタジオ収録曲は、この曲以外には同じく『I』に収録された「ハウ・メニー・モア・タイムズ」、『フィジカル・グラフィティ』（1975年）収録の「イン・ザ・ライト」、そして『イン・スルー・ジ・アウト・ドア』(1979年)収録の「イン・ジ・イブニング」の4曲のみである。

## 盗作疑惑
ジェイク・ホルムズが「Dazed and Confused」を発表したのは1967年であった。この曲は麻薬体験について歌われたものだと言われて来たが、ホルムズはこの噂について「これは女性について歌ったものだ」と否定している。
ホルムズの「Dazed and Confused」はフォーク・ロックであり、ハードロックもしくはブルースロックであるツェッペリンのバージョンとはジャンルが異なるが、歌詞が全面的に書き替えられているとは言え、全体的なムードや曲の展開、そして何より下降するメインリフのフレーズが酷似しており、発表時期なども考慮すれば、ペイジがホルムズの曲を参考にした可能性は否定出来ない。ホルムズ自身がツェッペリンの「幻惑されて」を知ったのは『 I 』がリリースされた後の事だが、その時は何も行動は起こさなかった。その後、1980年代に入ってから「これは一種の共作だ」として、ツェッペリン側にクレジット記載と報酬を求めたが、ツェッペリン側からは何の返答もなかったという。ツェッペリンにはこの曲以外にも既存曲からの盗用、流用があり、それらが著作権侵害で訴えられるとその都度クレジットが改められるという例がいくつかあったが（「胸いっぱいの愛を」など）、この曲に関しては、ホルムズの抗議があってもなおクレジットは全く変更されなかった。
2010年6月、ホルムズは著作権侵害でペイジを告訴した。裁判でホルムズは損害賠償として100万ドルを要求した。この訴えは2012年1月に退けられたが、この影響からか、2007年の再結成ライブを収録したアルバム『祭典の日』のこの曲のクレジットには、ペイジの名の横に"inspired by Jake Holmes"と記載されている。

## コンサートパフォーマンス
「幻惑されて」はツェッペリンのライブでは欠かせない重要レパートリーだった。上記の通りヤードバーズ時代から存在する曲のため、ツェッペリンのコンサートではニュー・ヤードバーズを名乗っていたことからセットリストに加えられており、その後はコンサートのハイライトとしてほぼ毎回演奏されていた。またテレビ、ラジオ番組出演時にもよくこの曲が披露され、いくつかの音源や映像が残されている。
元々即興演奏の要素が強い曲であるため、コンサートではどんどんアレンジが変貌していき、スタジオバージョンでは6分半程度のこの曲が、ステージでは10分、20分を越え、最長では40分にも及ぶことがあった。またこの曲からは様々なリフが生み出され、それが新たな曲の源泉となる事もあった。「クランジ」（1973年のアルバム『聖なる館』収録）や「ウォルターズ・ウォーク」（1982年のアルバム『最終楽章 (コーダ)』収録）、さらには後期の傑作「アキレス最後の戦い」も、この曲から派生したものである。ペイジのボウイングプレイも、そのサウンドだけではなく視覚の面でも強いインパクトを与えた。またプラントの歌唱もアドリブ的なものに変わっていき、この曲中でスコット・マッケンジーの「花のサンフランシスコ」を歌う事もあった（歌詞をなぞっただけで、メロディは異なっていた）。
1975年まではほぼ毎回演奏されたが、1977年のツアーからは演奏されなくなり、ボウイングプレイのみが披露されるようになった。そして1980年になるとボウイングプレイも行われなくなった。以後、ペイジ、プラント共にステージでこの曲を披露する事はなく、2007年の再結成ライブで32年ぶりに披露された。
「幻惑されて」は「胸いっぱいの愛を」、「天国への階段」と並び、全てのツェッペリンの公式ライブ作品に収録されている。以下に収録作品と収録時期および収録場所／番組名を記す。
- ライブアルバム
  - 『永遠の詩 (狂熱のライヴ)』（1976年発表）－1973年、ニューヨーク、マディソン・スクエア・ガーデン
  - 『BBCライヴ』（1997年発表）－1969年、ラジオ番組「トップ・ギア」／1971年、ラジオ番組「イン・コンサート」
  - 『伝説のライヴ』（2003年発表）－1972年、ロサンゼルス、LAフォーラム
  - 『祭典の日 (奇跡のライヴ)』（2012年発表）－2007年、ロンドン、O2アリーナ
  - 『レッド・ツェッペリンI』デラックス・エディションおよびスーパー・デラックス・エディション（2014年発表）－1969年、パリ、オランピア劇場

- 映像作品
  - 『レッド・ツェッペリン狂熱のライヴ』（1976年公開）－1973年、ニューヨーク、マジソン・スクエア・ガーデン
  - 『レッド・ツェッペリン DVD』（2003年発表）－1970年、ロイヤル・アルバート・ホール／1969年、テレビ番組「ダニッシュTV」、「スーパーショウ」、「Tous En Scene」
    - この他、Disc2のメニュー画面にこの曲の演奏場面の一部と見られる映像が使用されている。おそらく1970年代初頭の映像と見られるが、詳しい日時および場所は不明。